# Kowalewo (powiat gnieźnieński)
Kowalewo – wieś w Polsce, położona w województwie wielkopolskim, w powiecie gnieźnieńskim, w gminie Mieleszyn, nad jeziorem Kowalewskim i jeziorem Dziadkowskim.
| SIMC    | Nazwa               | Rodzaj |
| ------- | ------------------- | ------ |
| 0588654 | Kowalewko część wsi |        |

W latach 1975–1998 wieś należała administracyjnie do województwa poznańskiego.